# سیارک ۱۱۵۰۸
سیارک ۱۱۵۰۸ (به انگلیسی: 11508 Stolte، نامگذاری:1990TF13) یازده هزار و پانصد و هشتمین سیارک کشف شده‌است که در ۱۲ اکتبر ۱۹۹۰ کشف شد.
قدر مطلق سیارک برابر ۳۵.۴ است.